# Hierges
Hierges – miejscowość i gmina we Francji, w regionie Grand Est, w departamencie Ardeny.
Według danych na rok 1990 gminę zamieszkiwały 254 osoby, a gęstość zaludnienia wynosiła 63 osoby/km².

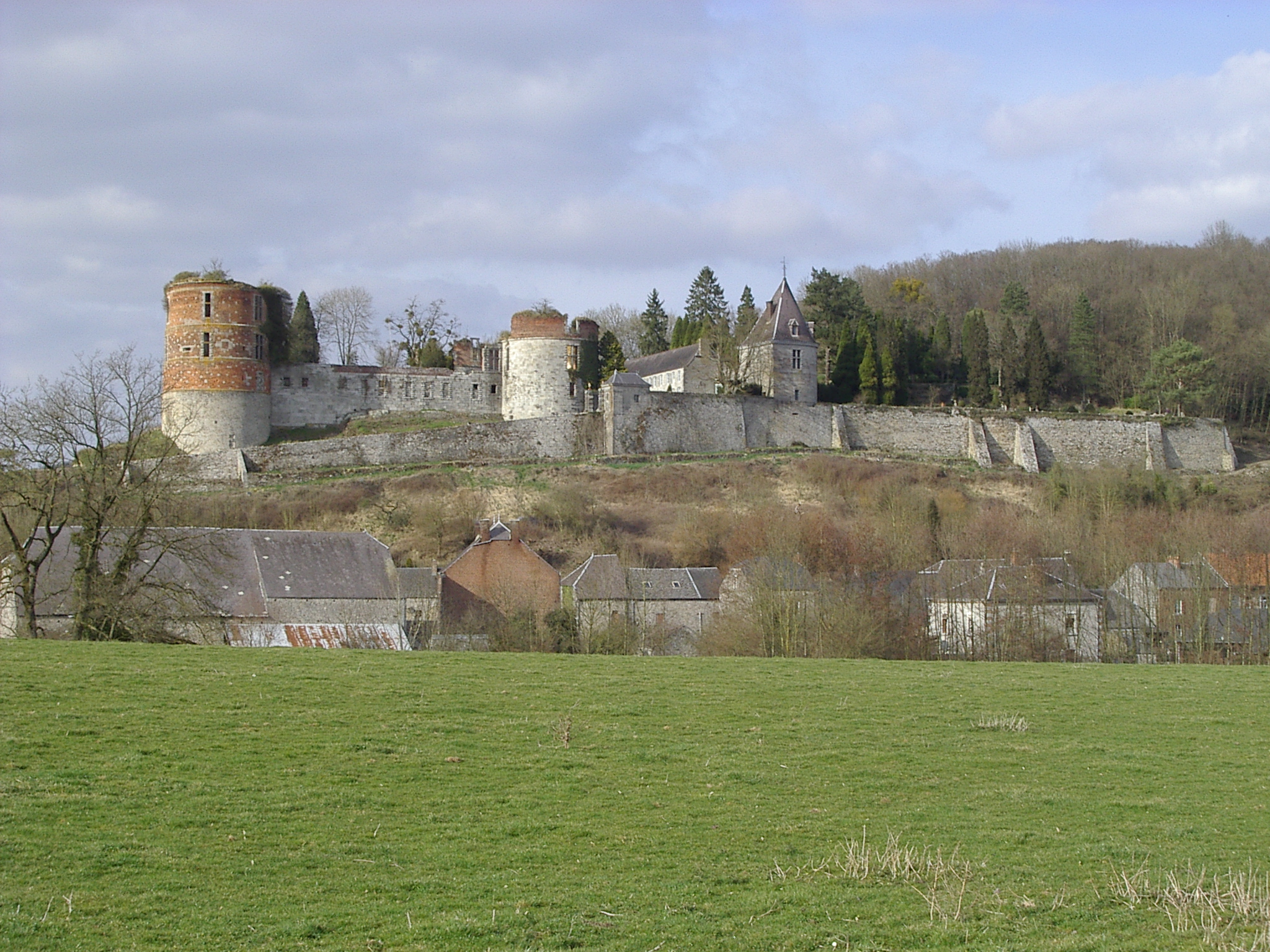
Zamek w Hierges, 2010
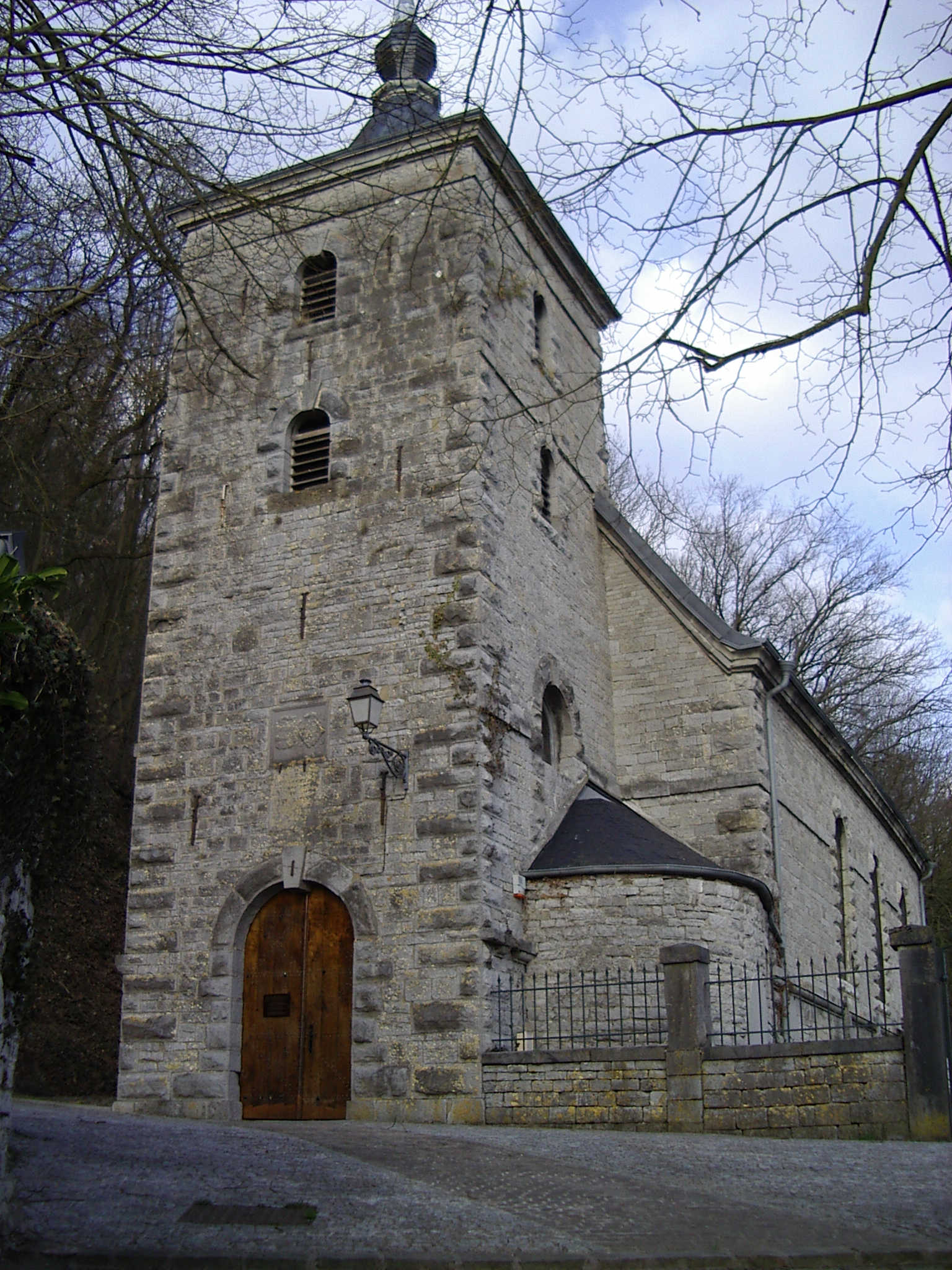
Kościół św. Jana Chrzciciela, 2010